# Jeninek
Jeninek [pronunciación en polaco: /jɛˈninɛk/] (en alemán: Alt Gennin) es un pueblo ubicado en el distrito administrativo de Gmina Bogdaniec, dentro del Distrito de Gorzów, Voivodato de Lubusz, en Polonia occidental. Se encuentra aproximadamente a 2 kilómetros al sur de Bogdaniec y a 15 kilómetros al suroeste de Gorzów Wielkopolski.
Antes de 1945, el área fue parte de Alemania.
El pueblo tiene una población de 80 habitantes.